# Volta (álbum)
Volta é o sexto álbum de estúdio da cantora islandesa Björk. Com a viagem que Björk fez a Mali e na Indonésia, em 2005, consequente dos desastres dos Tsunami, Björk concretiza seu sonho de trabalhar com a música típica africana e acaba tendo os melhores resultados.
Como Björk faz em todos seus trabalhos, obteve também a ajuda de muitos colaboradores, entre eles: Timbaland, Konono n°1, Chris Corsano, Mark Bell, do LFO, Min Xiao-Fen e Antony Hegarty, de Antony & the Johnsons. Dentre os mais de 15 colaboradores que trabalharam com Björk, cada um pelo menos teve o dedo ao se quer uma faixa do disco, Timbaland que foi uma das participações mas cogitadas, teve uma participação normal para as faixas que produziu neste disco, Earth Intruders, primeiro single do álbum, com as fortes batidas de tambores do grupo Konono. Innocence que foi single a partir de junho de 2007, com uma complexidade inigualável; e Hope, que discute as vértices do terrorismo. A maioria das canções foram baseadas nas obras de Sjón. A canção "My Juvenile" é uma homenagem a sua filha Ísadóra.
A edição completa de Volta ficou disponível em 23 de Abril de 2007, no site do iTunes, sendo que o single da faixa "Earth Intruders" também já estava disponível para download.
O álbum conta com 3 versões: CD Single, Limited Edition CD e Double Vinyl.
Nas edições Japonesas e do Reino Unido, foram inclusas a faixa: "I See Who You Are" [Mark Bell Mix]. A edição Limited Edition conta com um DVD-Áudio onde todas as faixas estão mixadas em 5.1 surround e conteúdo exclusivo no encarte.

## Lançamento e título do álbum
Björk declarou que "inicialmente após o lançamento, senti que Volta era OK" e que considera as versões da turnê como melhores que as encontradas no álbum - messe sentido, as gravações ao vivo lançadas em Voltaïc devem ser vistas como as verdadeiras versões do álbum. Uma faixa inédita do Volta, "Trance", aparece no curta dedicado à Alexander McQueen, "To Lee, With Love, Nick", dirigido por Nick Knight.
Sempre procuro palavras que têm algum tipo de energia. Normalmente o nome vem de uma revista ou alguém que fala algo. Esperei anos enquanto trabalhava no álbum, mas o nome não vinha. Nas letras há palavras como "voltagem" e "voodoo", que achei que eram muito comuns. Sempre tentei escolher títulos que são de alguma forma em latim, que não são em inglês, o que é um pouco engraçado pois nós europeus achamos o latim uma língua neutral... Mas eu encontrei Volta... 
Não me lembro como essa palavra veio, mas joguei no Google e descobri que é o nome de um cientista italiano que inventou a bateria e também de um rio na África que foi construído pelo homem, e um lago construído pelo homem chamado Lago Volta. Então muitas coisas fazem referência a esse nome. Há também uma dança medieval que carrega esse nome, um dança muito engraçada que é muito difícil de aprender. Deste modo, eu tenho muitas coisas em uma só palavra: uma dança, um rio na África que não funciona mais, e a bateria. Então, ok - combina.

## Recepção e controvérsia
A crítica recebeu bem o lançamento de Volta, mas a gravadora One Little Indian divulgou que este seria um dos álbuns mais acessíveis da cantora, no certo que a própria Björk diz que não é.

## Faixas
1. "Earth Intruders" (Björk, Nate Hills, Timothy Mosley) – 6:13
2. "Wanderlust" (Björk, Sjón) – 5:50
3. "The Dull Flame of Desire" – 7:30
4. "Innocence" (Björk, Hills, Mosley) – 4:26
5. "I See Who You Are" (Mark Bell, Björk) – 4:21
6. "Vertebrae by Vertebrae" – 5:07
7. "Pneumonia" – 5:13
8. "Hope" (Björk, Mosley) – 4:02
9. "Declare Independence" (Bell, Björk) – 4:10
10. "My Juvenile" – 4:01

- Faixas 3 e 10 são duetos com Antony Hegarty.

### Faixas Bônus
1. "I See Who You Are" (Mark Bell Mix) – 4:06 [UK/Japão/pre-order iTunes Store (US)]
2. "Earth Intruders (Mark Stent Extended Edit)" – 4:26 [iTunes Store]
3. "Innocence (Mark Stent Mix)" – 4:21 [iTunes Store]

## Singles
- "Earth Intruders" — Lançado em Abril de 2007
- "Innocence" — Lançado em Julho de 2007
- "Declare Independence" — Lançado em Dezembro de 2007
- "Wanderlust" — Lançado em Abril de 2008
- "The Dull Flame of Desire" — Lançado em Setembro de 2008

## Histórico de lançamento
| Região         | Data               |
| -------------- | ------------------ |
| Japão          | 2 de Maio de 2007  |
| Irlanda        | 4 de Maio de 2007  |
| Islândia       | 4 de Maio de 2007  |
| Alemanha       | 4 de Maio de 2007  |
| Austrália      | 5 de Maio de 2007  |
| União Europeia | 7 de Maio de 2007  |
| Mundo          | 8 de Maio de 2007  |
| Estados Unidos | 8 de Maio de 2007  |
| Canadá         | 8 de Maio de 2007  |
| Israel         | 10 de Maio de 2007 |